# 公店乡
公店乡，是中华人民共和国四川省广元市剑阁县曾经下辖的一个乡。2020年5月，撤销公店乡，将其行政区域划归王河镇管辖。

## 行政区划
公店乡撤销前下辖以下地区：
智积村、红碑村、平乐村、六一村、新家村、华光村、五一村和荣光村。